# Наранџаста је нова црна
Наранџаста је нова црна (енгл. Orange Is the New Black) америчка је телевизијска серија коју је створила Џенџи Коан за Netflix. Радња прати Пајпер Чапман, која је послата на 15-месечно издржавање затворске казне у Њујорку.
Серија је добила позитивне рецензије критичара и остварила огроман комерцијални успех. Убрзо је постала најуспешнија серија коју је приказао Netflix. Прва сезона је била номинована за 12 награда Еми за програм у ударном термину. Због промене правила које је наметнуо Еми, постала је прва серија која је била номинована у категорији комедије и драме.

## Радња
Серија прати Пајпер Чапман (Тејлор Шилинг), бисексуалну жену из Њујорка осуђену на 15 месеци издржавања казне у женском савезном затвору због преношења актовке пуне новца од дроге својој бившој девојци Алекс Воз (Лора Припон). Како је серија рађена према истинитом догађају, прекршај се десио десет година пре почетка приказивања серије и у том времену, Пајпер се посветила тихом и законском животу у вишој средњој класи Њујорка. У затвору се Пајпер поново среће с Алекс, где оне преиспитују своју везу и суочавају се с другим затвореницима.

## Улоге
| Глумац        | Улога         |
| ------------- | ------------- |
| Тејлор Шилинг | Пајпер Чапман |
| Лора Припон   | Алекс Воз     |

## Епизоде
| Сезона | Сезона | Епизоде | Епизоде | Оригинална објава | Оригинална објава |
| ------ | ------ | ------- | ------- | ----------------- | ----------------- |
|        | 1.     | 13      | 13      | 11. јул 2013.     | 11. јул 2013.     |
|        | 2.     | 13      | 13      | 6. јун 2014.      | 6. јун 2014.      |
|        | 3.     | 13      | 13      | 11. јун 2015.     | 11. јун 2015.     |
|        | 4.     | 13      | 13      | 17. јун 2016.     | 17. јун 2016.     |
|        | 5.     | 13      | 13      | 9. јун 2017.      | 9. јун 2017.      |
|        | 6.     | 13      | 13      | 27. јул 2018.     | 27. јул 2018.     |
|        | 7.     | 13      | 13      | 26. јул 2019.     | 26. јул 2019.     |